# Jamlje
Jamlje (italijansko Iamiano, Jamiano) je razpršeno naselje občine Doberdob Goriške pokrajine v Furlaniji-Julijski krajini, večinoma naseljene s slovensko govorečim prebivalstvom. Kraja Komarji (Comarie) in Sabliči (Sablici) pripadajo zaselku, ki meji na Slovenijo v bližini zaselka Klariči (Clarici) v občini Komen.

## Zgodovina
Po padcu Zahodnega rimskega cesarstva in prekinitvi Ostrogotskega kraljestva, po gotski vojni (553), ki jo je spodbujal cesar Justinijan I., je njegovo ozemlje postalo del bizantinskih dominionov. Po odhodu Langobardov, ki so jim sledili slovanski prebivalci, leta 568 skozi Vipavsko dolino v severno Italijo, je območje Jamelj postalo del Furlanske vojvodine. Po padcu Langobardskega kraljestva in njegovi vključitvi pod frankovsko oblast s strani Karla Velikega je leta 781 območje postalo del Regnum Italicorum, ki ga je Karel zaupal svojemu sinu Pepinu; leta 803 je bila ustanovljena Marchia Austriae et Italiae, ki je obsegala Furlanijo, Koroško, Kranjsko in Istro. Po Pipinovi smrti leta 810 je ozemlje prešlo v roke njegovega sina Bernarda.
S smrtjo Karla Velikega leta 814 je cesarski urad prešel na Ludvika I., ki je kraljevino Italijo poveril svojemu prvorojencu Lotarju, ki je že leta 828 (potem ko je odstavil Baldrika, ker ni mogel braniti vzhodnih meja pred Slovani) razdelil vzhodni del kraljestva, to je Vzhodno marko (ali Furlanijo), na štiri grofije: Veronsko, Furlansko, Kranjsko in Istro (vključno Kras in del notranje Kranjske). Po Verdunski pogodbi leta 843 je njeno ozemlje postalo del Lotaringije  v rokah Lotarja I. in natančneje od leta 846 Furlanska Marka v rokah markiza Eberarda, ki ga je najprej nasledil njegov sin Urnik in nato njegov drugi sin Berengar I..
Ko je frankovsko gospostvo prenehalo z odstavitvijo Karla Debelega, je Berengar I., ko je postal kralj Italije, predal markizat Ogleja svojemu vazalu Vilfredu, ki je bil nato leta 895 imenovan za markiza Furlanije in Istre. Leta 951 je prešel v Veronsko in Oglejsko marko ; leta 952 je cesar Oton I. prisilil italijanskega kralja Berengarja II., da se je odrekel grofiji "Furlanija in Istra", ki ju je združil v Rimsko-nemško cesarstvo in podredil vojvodini Bavarski v lasti njegovega polbrata Henrika I., ki ga je nasledil njegov sin Henrik II. Leta 976 je območje prešlo pod vojvodino Koroško ki jo je na novo ustanovil cesar Oton II.
Od leta 1027 je bilo njegovo ozemlje, tako kot celoten Kras, del oglejskega patriarhata, ki ga je od tega leta Konrad II., na veronskem državnem zboru, razglasil za "neposredni fevd cesarstva", s čimer je prenehala odvisnost od koroških vojvod; leta 1077 je bil patriarhat povzdignjen (in ustanovil ga je cesar Henrik IV. Nemški.) v oglejski patriarhat, ki je imela posebno diplomo, ki jo je istega leta izdal cesar, in je vplivala tudi na Kranjsko in na Istrsko grofijo. (Ta zadnja je imela že od leta 1040 status Marchia et Comitatus Histriae, od leta 1070 pa jo je Henrik IV. prepustil z Markvardu III. Eppensteinskemu. Markvard III. se je poročil s Hedviko ali Haldemud, hčerko Wilpurge in Varienta, vojvode Furlanije in gospoda Gorice, po kateri je podedoval soška gospostva).
Kraj Jamlje je prvič omenjen v listini kot Jamloch  leta 1297. Od 11. stoletja so se na tržaški obali pojavili Devinski, rod germanskih vitezov, ki so se naselili v ostankih rimskega devinskega stolpa. Vazali puljskega škofa konec 12. stoletja so imeli zemljišča in gradove na Krasu med Tržaškim in Reškim zalivom. Sprva so bili odnosi med patriarhati in devinskimi vitezi, njihovimi vazali, prisrčni. Pozneje pa so Devinski vzpostavili trdne odnose z močnimi goriškimi grofi in postali generalni kapitani, ki so slabo prenašali vpliv Ogleja v regiji; zlasti Hugon II. je bil v mnogih okoliščinah ob strani goriškega grofa Alberta.
Odnos med Devinskimi in goriškimi grofi je trajal do leta 1337, ko so se Devinski, potem ko so se ponovno povezali s patriarhi, povezali z avstrijskimi vojvodi, z družino Habsburžanov. Prehod zavezništva je bil predvsem posledica potrebe po iskanju močnejšega zaščitnika pred močnim beneškim ekspanzionističnim valom v severnem Jadranu, ki se je v začetku 14. stoletja okrepil. Bližnji Tržič je padel pod nadvlado Beneške republike leta 1420. Devin, ki je leta 1512 postal ena od kapitanij Goriške in Gradiške grofije, je bil skupaj z drugimi kraškimi fevdi leta 1524 priključen Kranjski, nato pa avstrijskemu krogu sv. Rimskega cesarstva.
Leta 1783 je nastala kraljeva in cesarska poštna postaja na cesti Vallone, pomembnem odseku na poti Dunaj–Trst  . Po Campoformijskem miru in poznejšem Lunévillskem miru je območje ostalo pod habsburško monarhijo. S Schönbrunnsko mirovno pogodbo (1809) je postalo območje Jamelj del Ilirskih provinc. Z Dunajskim kongresom leta 1815 se je to ozemlje vrnilo v avstrijske roke v Kraljevini Iliriji v Devinskem okrožju Circolo d'Istria (1818) nato Circolo di Gorizia (1825) , kot avtonomna občina, ki je obsegala kraje od Komarji Comarie (Comarie) in Sabliči (Sablici) sedanje občine Doberdob in Medjevas s Štivanom sedanje občine Devin-Nabrežina. Leta 1849 je uprava prešla pod Avstrijsko primorje, lokalno pa je bilo območje pripojeno občini Devin .
Med prvo svetovno vojno je bilo proti zahodu prizorišče šeste soške bitke in sedme soške bitke. Dvignjeno območje  Arupacupa so Bersaglieri osvojili 16. septembra 1916. Same Jamlje so začasno zavzele italijanske čete 10. oktobra 1916 med osmo soško bitko in nato maja 1917 trajno med deseto soško bitko. Posebna referenčna točka v razvoju vojne je bila Topniška jama, jama v kraškem sistemu, ki so jo uporabljali kot strelišče tako Avstrijci kot Italijani.
Po prvi svetovni vojni so bile Jamlje priključene Kraljevini Italiji. V Devinski občini  so bile priključene Goriški pokrajini v okraju Tržiča. Po ukinitvi Goriške pokrajine leta 1923 so Jamlje spadale v Tržaško pokrajino  v tržaškem okrožju, okraj Tržič, vedno kot del občine Devin. Leta 1928 so bile Jamlje vključene v novoustanovljeno občino Devin-Nabrežina. Med septembrom 1943 in majem 1945 je kraj spadal k jadranski obalni coni (OZAK), med junijem 1945 in 1947 pa je bil zahodno od Morganove črte del cone A Julijske krajine pod nadzorom ameriške zavezniške vojaške vlade (AMG). Po pariških pogodbah leta 1947 so Jamlje dokončno prešle pod Italijansko republiko in bile vključene v občino Doberdob.

## Glavne vzpetine
Frankišče/Vrh Gnojin Flondar (Flondar), 146,7 m; Gorjupa Kupa (Arupacupa), 144 m; Kremenjak, 235,3 m